# فريدريك كريستيان لوند
فريدريك كريستيان لوند (بالدنماركية: F.C. Lund)‏ هو رسام دنماركي، ولد في 14 فبراير 1826 في كوبنهاغن في الدنمارك، وتوفي بنفس المكان في 31 أكتوبر 1901.

## معرض صور

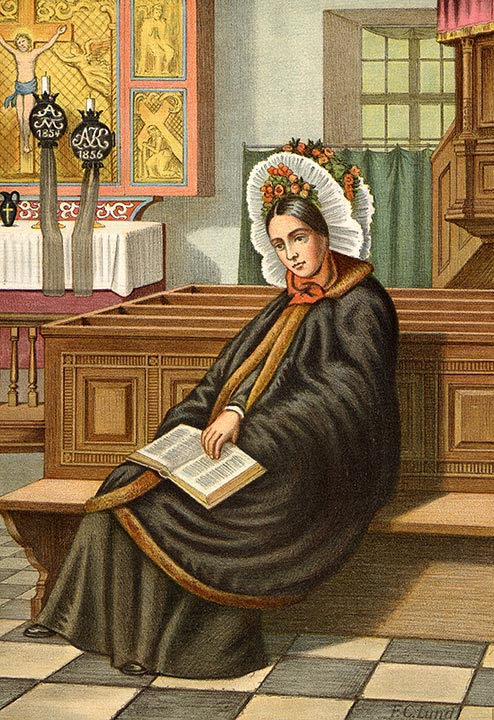
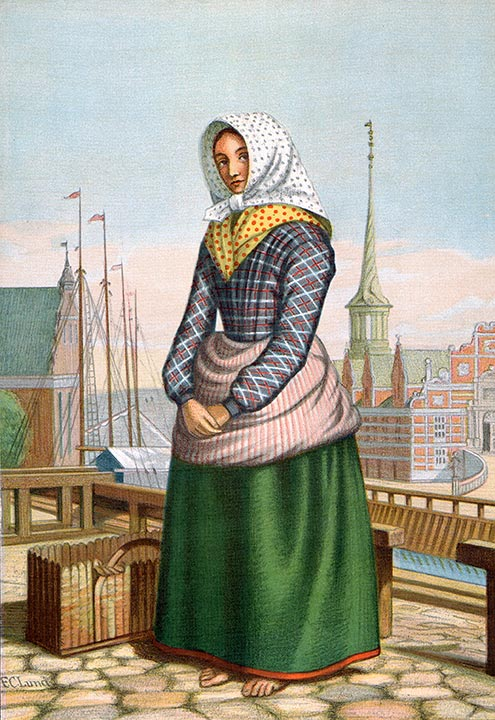
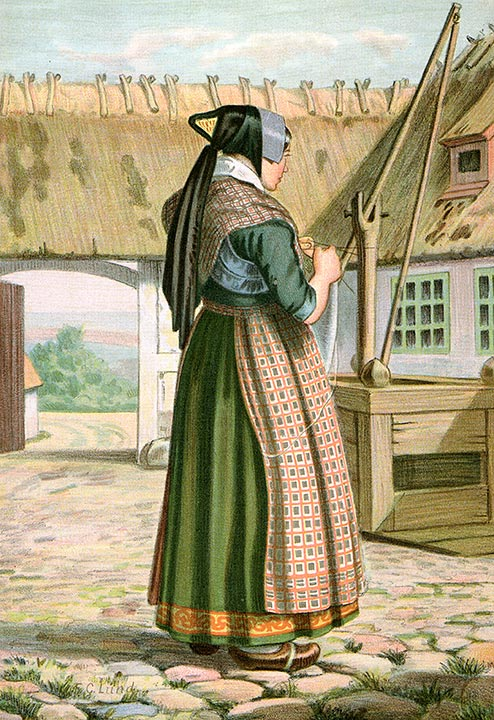
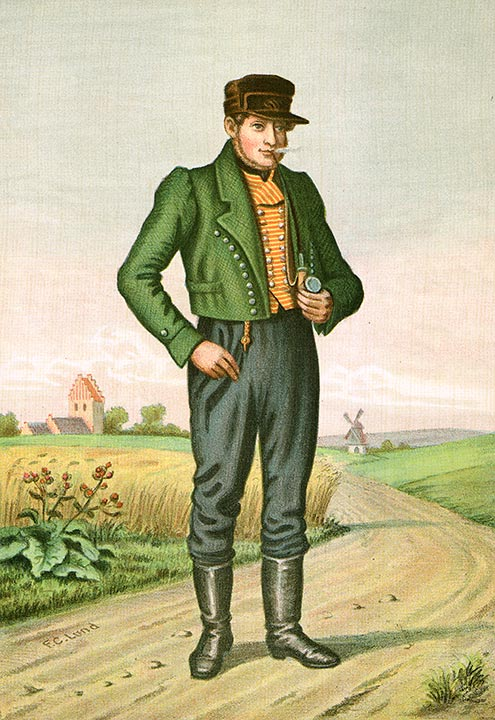
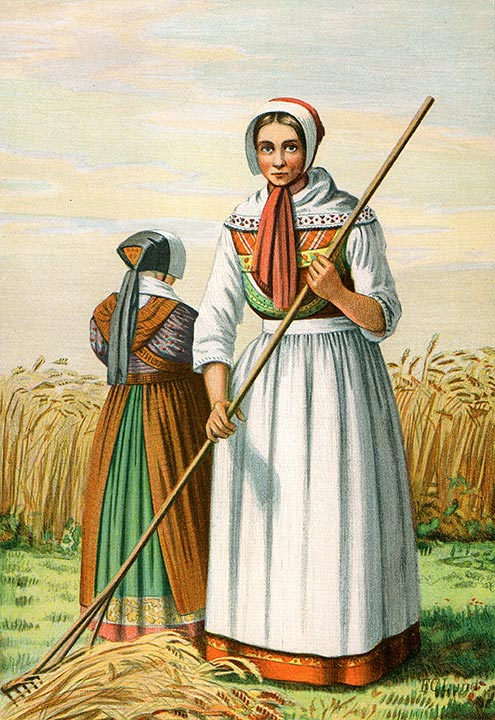
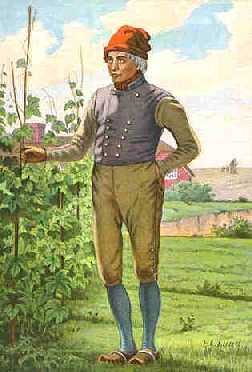